# 69 (szám)
A 69 (római számmal: LXIX) egy természetes szám, félprím, a 3 és a 23 szorzata.

## A szám a matematikában
A tízes számrendszerbeli 69-es a kettes számrendszerben 1000101 , a nyolcas számrendszerben 105, a tizenhatos számrendszerben 45 alakban írható fel.
A 69 páratlan szám, összetett szám, azon belül félprím, kanonikus alakban a 31 · 231 szorzattal, normálalakban a 6,9 · 101 szorzattal írható fel. Négy osztója van a természetes számok halmazán, ezek növekvő sorrendben: 1, 3, 23 és 69.
Huszonnégyszögszám.
Középpontos tetraéderszám.
Szerencsés szám.
Blum-egész, mivel mindkét prímtényezője Gauss-prím.
A 69 két szám valódiosztóösszeg-függvényeként áll elő, ezek az 427 és az 1147.
Számos tudományos számológépen a legnagyobb megjeleníthető faktoriális a 69!, ami kb. 1,711224524·1098.
A 69 négyzete 4761, köbe 328 509, négyzetgyöke 8,30662, köbgyöke 4,10157, reciproka 0,014493. A 69 egység sugarú kör kerülete 433,53979 egység, területe 14 957,12262 területegység; a 69 egység sugarú gömb térfogata 1 376 055,281 térfogategység.
A 69 helyen az Euler-függvény helyettesítési értéke 44, a Möbius-függvényé 1, a Mertens-függvényé −1.

## A szám mint sorszám, jelzés
- A periódusos rendszer 69. eleme a túlium.

## A szám a szexuális kultúrában
Hatvankilenc az elnevezése annak a szexuális pozíciónak, amelyben a partnerek ellenkező orientációban fekszenek az ágyban, és mindketten orális gyönyörben részesítik a másikat. Az elnevezés onnan ered, hogy a partnerek teste ebben a pozícióban a 69-es számra emlékeztető alakot formál.